# 最勝院 (伊豆市)
最勝院（さいしょういん）は、静岡県伊豆市にある曹洞宗の寺院。

## 歴史
1433年（永享5年）に創建された。創建由来については諸説あり、第一説は関東管領上杉憲実の創建とするもの、第二説は上杉憲清が祖父重兼の菩提を弔うために創建したというものである。当院公式サイトでは第二説を採っている。
開山の吾宝宗璨の下には優秀な弟子が集い、彼らが各地に新たに寺を創建するなどして、最終的に1,200以上の末寺を擁する本山格の寺である。
その後、1827年（文政10年）と1940年（昭和15年）に火災で全焼したが、その都度再建されて現在に至っている。

## 交通アクセス
- 田京駅より徒歩25分。